# XXIII wiek
XXII wiek ~ XXIII wiek ~ XXIV wiek
XXIII wiek – trzeci wiek trzeciego tysiąclecia według kalendarza gregoriańskiego. XXIII wiek rozpocznie się 1 stycznia 2201 roku i zakończy się 31 grudnia 2300 roku.

## Prognozy
- 2285 – najwcześniejsza możliwa data Wielkanocy (22 marca), pojawi się po raz pierwszy od 1818 roku

## Zjawiska astronomiczne
- 2221 – koniunkcja Mars–Saturn
- 2227 – Pluton znajdzie się w bliższej odległości od Słońca niż Neptun[1]
- 11 czerwca 2247 – tranzyt Wenus
- 9 czerwca 2255 – tranzyt Wenus
- 17 maja 2273 – całkowite zaćmienie Słońca widoczne na terenie centralnej i południowej Polski[2]
- 2279 – Koniunkcja Jowisz–Saturn

## Fikcyjne wizje przyszłości
- akcja filmu Star Trek (2233–2258) i serialu Star Trek: Seria oryginalna (2254–2269)
- 2241 – akcja gry komputerowej Fallout 2
- 2257 – akcja filmu Zakazana planeta
- 2158–2262 – akcja serialu Babilon 5
- 2259 – akcja filmu Piąty element